# James Hamilton, I conte di Abercorn
James Hamilton, I conte di Abercorn (12 agosto 1575 – 23 marzo 1618), è stato un nobile scozzese.

## Biografia
Egli era il figlio maggiore di Claud Hamilton, I Lord di Paisley, e di Margareth, figlia di George Seton, VII Lord di Seton.
Nel 1600 è stato fatto lo sceriffo di Linlithgow. Nel 1603 venne nominato barone Abercorn e il 10 luglio 1606 è stato premiato per i suoi servizi con la nomina conte di Abercorn e Signore Paisley, Hamilton, Mountcastell e Kilpatrick.

## Matrimonio
Sposò Marion, figlia di Thomas Boyd, VI Lord di Boyd, ed ebbero nove figli:
- Lady Anne Hamilton (1592-1620), sposò Hugh Sempill, V Lord di Sempill ed ebbero discendenza;
- James Hamilton, II conte di Abercorn (1604-1670), creato Lord Hamilton, barone di Strabane nel Peerage dell'Irlanda;
- Sir William Hamilton, I baronetto (1605-1680);
- Claud Hamilton, II barone Hamilton di Strabane (1606-1638);
- Sir George Hamilton, I baronetto (1607-1679);
- Lady Lucy Hamilton (1618);
- Sir Alexander Hamilton (morto nel 1669);
- Lady Margaret Hamilton (morta il 4 maggio 1642), sposò Sir William Cuninghame di Caprington
- Lady Isobel Hamilton

## Morte
Morì il 23 marzo 1618.

## Ascendenza
|                                     |                             |                                    | Genitori                         |  |  | Nonni |  |  | Bisnonni                         |  |  | Trisnonni                       |  |
|                                     |                             |                                    |                                  |  |  |       |  |  | James Hamilton, I conte di Arran |  |  | James Hamilton, I lord Hamilton |  |
|                                     |                             |                                    |                                  |  |  |       |  |  | James Hamilton, I conte di Arran |  |  | James Hamilton, I lord Hamilton |  |
|                                     |                             | Maria di Scozia                    |                                  |  |  |       |  |  | James Hamilton, I conte di Arran |  |  |                                 |  |
| James Hamilton, II conte di Arran   |                             |                                    |                                  |  |  |       |  |  | James Hamilton, I conte di Arran |  |  |                                 |  |
|                                     |                             | Janet Bethune                      | sir David Bethune                |  |  |       |  |  |                                  |  |  |                                 |  |
|                                     |                             | Janet Bethune                      | sir David Bethune                |  |  |       |  |  |                                  |  |  |                                 |  |
|                                     |                             | Janet Bethune                      | Janet Duddingston                |  |  |       |  |  |                                  |  |  |                                 |  |
| Claud Hamilton, I lord Paisley      |                             | Janet Bethune                      |                                  |  |  |       |  |  |                                  |  |  |                                 |  |
|                                     |                             | James Douglas, III conte di Morton | John Douglas, II conte di Morton |  |  |       |  |  |                                  |  |  |                                 |  |
|                                     |                             | James Douglas, III conte di Morton | John Douglas, II conte di Morton |  |  |       |  |  |                                  |  |  |                                 |  |
|                                     |                             | James Douglas, III conte di Morton | Janet Crichton                   |  |  |       |  |  |                                  |  |  |                                 |  |
| lady Margaret Douglas               |                             | James Douglas, III conte di Morton |                                  |  |  |       |  |  |                                  |  |  |                                 |  |
|                                     |                             | Catherine Stewart                  | Giacomo IV, re di Scozia         |  |  |       |  |  |                                  |  |  |                                 |  |
|                                     |                             | Catherine Stewart                  | Giacomo IV, re di Scozia         |  |  |       |  |  |                                  |  |  |                                 |  |
|                                     |                             | Catherine Stewart                  | Marion Boyd                      |  |  |       |  |  |                                  |  |  |                                 |  |
| James Hamilton, I conte di Abercorn |                             | Catherine Stewart                  |                                  |  |  |       |  |  |                                  |  |  |                                 |  |
|                                     | George Seton, VI lord Seton | George Seton, V lord Seton         |                                  |  |  |       |  |  |                                  |  |  |                                 |  |
|                                     | George Seton, VI lord Seton | George Seton, V lord Seton         |                                  |  |  |       |  |  |                                  |  |  |                                 |  |
|                                     | George Seton, VI lord Seton | lady Janet Hepburn                 |                                  |  |  |       |  |  |                                  |  |  |                                 |  |
| George Seton, VII lord Seton        | George Seton, VI lord Seton |                                    |                                  |  |  |       |  |  |                                  |  |  |                                 |  |
|                                     |                             | Elizabeth Hay                      | John Hay, III lord Hay           |  |  |       |  |  |                                  |  |  |                                 |  |
|                                     |                             | Elizabeth Hay                      | John Hay, III lord Hay           |  |  |       |  |  |                                  |  |  |                                 |  |
|                                     |                             | Elizabeth Hay                      | Elizabeth Douglas                |  |  |       |  |  |                                  |  |  |                                 |  |
| Margaret Seton                      |                             | Elizabeth Hay                      |                                  |  |  |       |  |  |                                  |  |  |                                 |  |
|                                     |                             | sir William Hamilton               | William Hamilton                 |  |  |       |  |  |                                  |  |  |                                 |  |
|                                     |                             | sir William Hamilton               | William Hamilton                 |  |  |       |  |  |                                  |  |  |                                 |  |
|                                     |                             | sir William Hamilton               | lady Katherine Kennedy           |  |  |       |  |  |                                  |  |  |                                 |  |
| Isabel Hamilton                     |                             | sir William Hamilton               |                                  |  |  |       |  |  |                                  |  |  |                                 |  |
|                                     |                             | Jean Campbell                      | …                                |  |  |       |  |  |                                  |  |  |                                 |  |
|                                     |                             | Jean Campbell                      | …                                |  |  |       |  |  |                                  |  |  |                                 |  |
|                                     |                             | Jean Campbell                      | …                                |  |  |       |  |  |                                  |  |  |                                 |  |
|                                     |                             | Jean Campbell                      |                                  |  |  |       |  |  |                                  |  |  |                                 |  |